# Вернер Кемпф
Вернер Кемпф (на немски: Werner Kempf) е немски офицер, генерал от танковите войски по време на Втората световна война.

## Биография

### Ранен живот и Първа световна война (1914 – 1918)
Вернер Кемпф е роден на 9 март 1886 г. в Кьонигсберг, Източна Прусия. На 18 август 1906 г. се присъединява към имперската армия като офицерски кадет. Участва в Първата световна война, където в началото на 1916 г. е издигнат в звание хауптман, а в последната година на войната – прехвърлен в генералния щаб на армията.

### Междувоенен период
След войната за кратко е част от Фрайкорпс, а при сформирането на Райхсвера – зачислен към щаба на батальон от 4-ти пехотен полк. От 1 май 1922 г. е прехвърлен в щаба на 2-ри военен окръг. През 1926 г. служи последователно в 1-ви санитарен батальон, разположен в Кьонигсберг и като началник на 2-ра рота от 1-ви моторизиран батальон. На 1 октомври 1928 г. дори прехвърлен в инспектората на моторизираните войски, където заема длъжността началник на отдел. Вследствие той е отговорен за разработките на тежка шест колесна и лека разузнавателна кола.
По-късно е прехвърлен в Мюнхен, където от 1 февруари 1932 г. заема длъжност командир на моторизираните войски в 7-и военен окръг. През април на следващата година дори издигнат в звание подполковник.
На 1 юни 1934 г. е назначен за началник-щаб на инспектората на моторизираните войски, а през следващата година отново е издигнат в звание, но този път полковник. На 1 юни 1936 г. става и инспектор на моторизираните войски, а през есента на 1938 г. – назначен за командир на 4-та танкова бригада.

### Втора световна война (1939 – 1945)
В началото на 1939 г. е възпроизведен в звание генерал-майор и командир на дивизия „Кемпф“, основа на бъдещата 10-а танкова дивизия представляваща смесена формация от редовни и СС войски. Под негово ръководство подразделението участва в Полската кампания.
През октомври 1939 г. Кемпф е назначен за командир на 1-ва лека дивизия, но от 18-и на същия месец тя е преобразувана и преименувана на 6-а танкова дивизия, а той става първия ѝ командир.

#### Битка за Франция (1940)
Заедно с дивизията участва в битката за Франция, като част от танкова група „Клайст“. На 15 май, часове преди да загуби оперативната си свобода, фон Клайст нарежда на Кемпф да проведе нова атака за овладяване на предмостие на река Маус. Атаката започва в 5 ч. сутринта и до 930 ч. отбраната е преодоляна в дълбочина. За да доразвие постигнатия си успех Кемпф не изчаква преминаването на всички подразделения, а сформира специална група „фон Есебек“. Формацията навлиза дълбоко в противниковия тил, а изненаданите френски войски не оказват почти никаква съпротива. На следващия ден формации от танковите групи Гудериан и Клайст достигат Монкорнет, което води до колапс на френския централен фронт при река Маус.
Затова на 3 юни 1940 г. той е награден с Рицарски кръст, за взетото участие в бойните действия във Франция.

#### Операция „Барбароса“ (1941)
На 6 януари 1941 г. поема 48-и моторизиран корпус, а три месеца по-късно е издигнат в звание генерал от танковите войски. На този пост участва в операция Барбароса, нападението над Съветския съюз в боевете при Дубно, Ровно, Бердичев, Уман и Киев, но бива прехвърлен през октомври към група армии „Център“, където взема участие в боевете при Москва, Брянски сектор. До края на януари 1942 г. участва дори и в защитните боеве край Курск.
На 10 август 1942 г. е награден с Рицарски кръст с дъбови листа, за участието му в бойните действия на Източния фронт.
На 17 февруари 1943 г. получава командването на оперативна група, преименувана на 21-ви на негово име.

#### Битка при Курск
С подразделението, в състав 3-ти танков корпус, 42-ри корпус и корпус „Раус“, участва в битката при Курск и защитава десния фланг на 2-ри СС танков корпус.
Настъплението на оперативната група е източно от Северский Донец. Между 6 и 8 юли са преодолени първите двете основни защитни линии. В следващите дни темпа на настъпление намалява, а на оперативната група се налага да отразява редица контраатаки.
Оперативна група Кемпф поема част от главния удар на съветско контранастъпление с кодово название „генерал Румянцев“. Съветските войски пробиват отбраната между подразделението и 4-та танкова армия, заобикалят Харков от север и се насочват към Полтава (с крайна цел мостовете над Днепър, разположени между Киев и Запорожие, за да се изолира група армии „Юг“). В течение на бойните действия група Кемпф се оказва изолирана от 4-та танкова армия, а Вернер Кемпф получава заповед за задържане на Харков на всяка цена.
От 13 август изправен пред атаки от север и запад Кемпф издава заповед за подготовка на евакуация. След намесата на Хитлер, заповедта е отменена. На 22 август, изправен пред опасност от обкръжение Кемпф заповядва евакуация на града. Под натиск на фюрера, Манщайн го освобождава от поста му същия ден.

#### До края на войната
След като е снет от командването на оперативна група „Кемпф“ е изпратен в резерва.
Между 1 май и 20 август 1944 г. заема поста командващ на германските войски в райхскомисариат Остланд. На 1 септември 1944 г. е изпратен отново в резерва.
Между 6 октомври и 4 декември 1944 г. е назначен за командир на германските войски разположени във Вожките планини. До края на войната не получава ново назначение, а в края ѝ е пленен.

### След войната
Остава в плен до 1947 г., когато е освободен. Умира на 6 януари 1964 г. в Бад Харцбург, Германия.

## Военна декорация
| - Германски орден „Железен кръст“ (1914) – II (?) и I степен (?) - Сребърни пластинки към ордена Железен кръст (?) – II (?) и I степен (?) - Баварски орден „За заслуга“ – IV степен с мечове (?) - Германски кръст на „Фридрих Аугуст“ (?) – II (?) и I степен (?) - Германски орден „Кръст на честта“ (?) - Медал „За заслуга във Вермахта“ (?) – I (?) и IV степен (?) | - Орден на „Михаил Храбри“ – III степен (?) - Германски медал „За зимна кампания на изтока 1941/42 г.“ (?) - Рицарски кръст с дъбови листа - Носител на Рицарски кръст (3 юни 1940) - Носител на Дъбови листа №111 (10 август 1942) |